# Yangiyo‘l
Yangiyo'l (cyrillique : Янгийўл, en russe : Янгиюль, Jangijul), appelée jusqu'en 1934 Kauntschi (Каунчи), est une ville d'Ouzbékistan élevée au niveau de comté et située dans la province de Tachkent.

## Géographie
Yangiyo‘l est établie à environ 25 km au sud-ouest de la capitale Tachkent, à environ 350 m d'altitude. La ville est située sur la rivière Chirchiq, dans l'oasis de Tachkent, entre les autoroutes M34 et M39 et sur la ligne de chemin de fer de Tachkent à Samarcande.

## Population
(février 2018).
En 2005, Yangiyo‘l comptait une population de 60 300 personnes.

## Personnalités nées à Yangiyo‘l
- Melis Abzalov (1938-2016), acteur, scénariste, réalisateur et producteur de cinéma.